# 四国中央警察署
四国中央警察署（しこくちゅうおうけいさつしょ）は、愛媛県警察が管轄する警察署の一つである。

## 所在地
- 愛媛県四国中央市三島中央5丁目4-20

## 管轄区域
- 四国中央市
- 新居浜市のうち別子山

## 沿革
- 2005年4月1日：名称を「愛媛県三島警察署」から愛媛県四国中央警察署に変更した。

## 内部組織
- 警務課 - 警務係、被害者支援係、警察相談係、留置係
- 会計課 - 会計係
- 生活安全課 - 生活安全係、申請許可係、少年係、警察相談係
- 地域課 - 地域係、通信指令係、地域指導係、自動車警ら係
- 刑事課 - 指導係、捜査係、鑑識係
- 交通課 - 指導係、交通係、交通機動係
- 警備課 - 警備係

## 交番
（ ）の中は所在地
- 川之江交番（四国中央市川之江町912番地3）
- 三島交番（四国中央市三島中央1丁目14番14号）

## 駐在所
（ ）の中は所在地
- 豊岡駐在所（四国中央市豊岡町豊田42番地1）
- 金砂駐在所（四国中央市金砂町平野山乙499番地6）
- 川滝駐在所（四国中央市川滝町下山1882番地1）
- 新宮駐在所（四国中央市新宮町新宮446番地）
- 土居駐在所（四国中央市土居町土居1154番地1）
- 津根駐在所（四国中央市土居町津根143番地4）
- 小林駐在所（四国中央市土居町小林841番地6）
- 天満駐在所（四国中央市土居町蕪崎638番地4）
- 別子山駐在所（新居浜市別子山甲474番地）

## 警察官連絡所
（ ）の中は所在地
- 寒川警察官連絡所（四国中央市寒川町1841番地1）
- 金田警察官連絡所（四国中央市金田町金川357番地3）